# Erik Dekker
Hendrik "Erik" Dekker (nascido em 21 de agosto de 1970, em Hoogeveen) é um ex-ciclista profissional holandês. Foi membro da equipe Rabobank de 1996 até 2006.